# Celná
Celná (německy Zollhaus) je malá vesnice v Krušných horách v okrese Chomutov. Nachází se deset kilometrů severozápadně od Chomutova v nadmořské výšce okolo 740 metrů. Byla založena snad již ve druhé polovině šestnáctého století. Od zrušení poddanství je částí obce Křimov. V roce 2011 zde trvale žili tři obyvatelé.

## Název
Název vesnice Zollhaus je německý a český tvar Celna byl vytvořen uměle. Tiskovou chybou nebo podle podobnosti s jinými názvy se změnil na Celná. V historických listinách se jméno objevuje například ve tvarech Zollhaus (1787) a Celná (1854).

## Historie
První písemná zmínka o Celné je z roku 1563 a nachází se v dopise, kterým hejtman informuje arcivévodu Ferdinanda o nálezu medvědích stop. Vesnice tedy patřila k chomutovskému panství, ale není jasné, jestli zde stála pouze celnice nebo i osada. Během třicetileté války místo pravděpodobně zaniklo, protože další zpráva pochází až z roku 1717. Tehdy vrchnost povolila čtyřem rodinám, aby si v Celné na vlastní náklady postavily usedlosti. Všichni dostali pozemky a jeden z usedlíků získal povolení ke stavbě hospody, ve které směl prodávat vrchnostenské pivo. Naopak k jejich povinnostem patřilo kosení luk a sušení sena na panských loukách. Povolení udělila vrchnost ze zámku v Polákách, ale identický zápis existuje také v pozemkové knize martinického panství Ahníkov–Prunéřov.
Celná byla vždy jen malou osadou. Nikdy nebyla samostatnou obcí. Po zrušení poddanství se od roku 1850 stala jednou z místních částí Křimova. Během druhé světové války byl v domě čp. 2 zajatecký tábor pro zajatce z Francie a později také pro Angličany a Rusy. Zajatci pracovali v lesích a na nádraží v Křimově. Koncem války jich v táboře žilo čtyřicet až padesát. Po skončení války dramaticky poklesl počet obyvatel, a na začátku devadesátých let dvacátého století se osada načas zcela vylidnila. Vzniklo zde však několik desítek rekreačních chat a chalup.

## Přírodní poměry
Vesnice stojí asi dva kilometry jihozápadně od Křimova a deset kilometrů severozápadně od Chomutova při západní hranici katastrálního území Křimov o rozloze 5,91 km².
Geologické podloží v okolí Celné tvoří prekambrické dvojslídné a biotitické ruly. Celá oblast leží v geomorfologickém celku Krušné hory, podcelku Loučenská hornatina a okrsku Přísečnická hornatina, pro který jsou charakteristické zbytky zarovnaných povrchů na vyzdvižené kře. Osada se nachází na okraji plošiny, jejíž svah na jihozápadě prudce spadá do údolí Prunéřovského potoka, v nadmořské výšce okolo 740 metrů. Pod vlastní vesnicí a jižně od ní převažují kambizemě, ale směrem na sever a severovýchod se vyskytují podzoly a na svazích Prunéřovského údolí okrajově také gleje. Přímo vesnicí vede hranice přírodního parku Údolí Prunéřovského potoka.

## Obyvatelstvo
Při sčítání lidu v roce 1921 zde žilo 51 obyvatel (z toho 29 mužů), kteří byli členy římskokatolické církve a kromě dvou cizinců byli německé národnosti. Podle sčítání lidu z roku 1930 měla vesnice 63 obyvatel: čtyři Čechoslováky a 59 Němců. S výjimkou dvou lidí bez vyznání se hlásili k římskokatolické církvi.
|           | 1869 | 1880 | 1890 | 1900 | 1910 | 1921 | 1930 | 1950 | 1961 | 1970 | 1980 | 1991 | 2001 | 2011 | 2021 |
| --------- | ---- | ---- | ---- | ---- | ---- | ---- | ---- | ---- | ---- | ---- | ---- | ---- | ---- | ---- | ---- |
| Obyvatelé | 54   | 37   | 43   | 32   | 48   | 51   | 63   | 2    | -    | 2    | 2    | -    | 8    | 3    | 14   |
| Domy      | 6    | 6    | 7    | 7    | 8    | 8    | 9    | 8    | -    | 2    | 2    | 7    | 1    | 8    | 6    |

## Hospodářství
K osadě patřila pila postavená u Prunéřovského potoka. V roce 1961 byl v tzv. Myší Díře na potoce vybudován pevný betonový jez a čerpací stanice určená k čerpání vody z potoka do vodní nádrže Křimov. Před rokem 2010 se však čerpací stanice přestala používat a byla zakonzervována.

## Doprava
Celná se nachází na křižovatce silnice II/223 z Křimova do Výsluní postavené v roce 1842 a silnice III/22321 z Málkova. Jižně od vesnice se na ni napojuje silnice III/22322, která byla dokončena roku 1898. Vede ze zaniklého Ahníkova přes Místo. Nejbližší železniční zastávka Křimov na trati Chomutova–Vejprty je vzdálená necelý jeden kilometr, ale v jízdním řádu 2015/2016 ji obsluhovaly pouze dva páry vlaků o víkendech v období od května do září. Na východním okraji vesnice stojí zastávka autobusové linkové dopravy. Po hlavní silnici je vedena cyklotrasa č. 3003 z Hory Svatého Šebestiána do Vejprt.

## Pamětihodnosti
V osadě se nedochovaly žádné památky. U křižovatky silnic stával kamenný kříž z roku 1797, ale byl zničen v osmdesátých letech dvacátého století při svážení dřeva.